# Cronologia jocurilor video de strategie pe ture
Vezi Listă de jocuri video pentru alte detalii.
Aceasta este o listă incompletă de jocuri video de strategie pe ture, în ordine cronologică. Sunt prezentate informații despre data apariției, dezvoltator, platformele compatibile, genul și notabilitatea, sunt prezentate datele când sunt disponibile. Tabel poate fi sortat făcând clic pe casetele mici de lângă titlurile din coloană.

## Legenda
| Platforme de jocuri video |
| ------------------------- |

| 3DO   | 3DO                                |
| AMI   | Commodore Amiga                    |
| AMI32 | Commodore Amiga CD32               |
| APPII | Apple II                           |
| ATR   | Atari 8-bit family                 |
| ATR26 | Atari 2600 / Video Computer System |
| BBS   | BBS door                           |
| C64   | Commodore 64                       |
| CLV   | ColecoVision                       |
| CPC   | Amstrad CPC                        |
| CROSS | Cross-platform                     |
| DC    | Dreamcast                          |
| DOS   | DOS / MS-DOS                       |
| DS    | Nintendo DS                        |
| FM7   | FM-7                               |
| GB    | Game Boy                           |
| GBA   | Game Boy Advance                   |
| GBC   | Game Boy Color                     |
| GCN   | Nintendo GameCube                  |
| GEN   | Sega Genesis / Sega Mega Drive     |

| GG   | Game Gear                               |
| INT  | Intellivision                           |
| JAG  | Atari Jaguar                            |
| LIN  | Linux                                   |
| MAC  | Macintosh / Mac OS                      |
| MAIN | Mainframe computer                      |
| MOBI | Mobile phone                            |
| MSX  | MSX                                     |
| N64  | Nintendo 64                             |
| NES  | Nintendo Entertainment System / Famicom |
| NGE  | N-Gage                                  |
| OSX  | Mac OS X                                |
| PALM | Palm OS                                 |
| PC88 | NEC PC-8801                             |
| PC98 | NEC PC-9801                             |
| PCE  | TurboGrafx-16 / PC Engine               |
| PCD  | TurboGrafx-CD / PC Engine CD            |
| PPC  | Pocket PC                               |
| PS1  | PlayStation / PSone                     |
| PS2  | PlayStation 2                           |

| PS3   | PlayStation 3             |
| PSP   | PlayStation Portable      |
| S32X  | Sega 32X                  |
| SAT   | Sega Saturn               |
| SCD   | Sega Mega-CD              |
| SNES  | Super NES / Super Famicom |
| ST    | Atari ST                  |
| VIC20 | Commodore VIC-20          |
| Wii   | Wii                       |
| WIN   | Microsoft Windows         |
| WIN3X | Windows 3.x               |
| WIN9X | Windows 9x                |
| WS    | WonderSwan                |
| X360  | Xbox 360                  |
| X1    | Sharp X1                  |
| X68K  | Sharp X68000              |
| XBOX  | Xbox                      |
| ZX    | ZX Spectrum               |
|       |                           |
|       |                           |

| 3DO   | 3DO                                |
| AMI   | Commodore Amiga                    |
| AMI32 | Commodore Amiga CD32               |
| APPII | Apple II                           |
| ATR   | Atari 8-bit family                 |
| ATR26 | Atari 2600 / Video Computer System |
| BBS   | BBS door                           |
| C64   | Commodore 64                       |
| CLV   | ColecoVision                       |
| CPC   | Amstrad CPC                        |
| CROSS | Cross-platform                     |
| DC    | Dreamcast                          |
| DOS   | DOS / MS-DOS                       |
| DS    | Nintendo DS                        |
| FM7   | FM-7                               |
| GB    | Game Boy                           |
| GBA   | Game Boy Advance                   |
| GBC   | Game Boy Color                     |
| GCN   | Nintendo GameCube                  |
| GEN   | Sega Genesis / Sega Mega Drive     |

| GG   | Game Gear                               |
| INT  | Intellivision                           |
| JAG  | Atari Jaguar                            |
| LIN  | Linux                                   |
| MAC  | Macintosh / Mac OS                      |
| MAIN | Mainframe computer                      |
| MOBI | Mobile phone                            |
| MSX  | MSX                                     |
| N64  | Nintendo 64                             |
| NES  | Nintendo Entertainment System / Famicom |
| NGE  | N-Gage                                  |
| OSX  | Mac OS X                                |
| PALM | Palm OS                                 |
| PC88 | NEC PC-8801                             |
| PC98 | NEC PC-9801                             |
| PCE  | TurboGrafx-16 / PC Engine               |
| PCD  | TurboGrafx-CD / PC Engine CD            |
| PPC  | Pocket PC                               |
| PS1  | PlayStation / PSone                     |
| PS2  | PlayStation 2                           |

| PS3   | PlayStation 3             |
| PSP   | PlayStation Portable      |
| S32X  | Sega 32X                  |
| SAT   | Sega Saturn               |
| SCD   | Sega Mega-CD              |
| SNES  | Super NES / Super Famicom |
| ST    | Atari ST                  |
| VIC20 | Commodore VIC-20          |
| Wii   | Wii                       |
| WIN   | Microsoft Windows         |
| WIN3X | Windows 3.x               |
| WIN9X | Windows 9x                |
| WS    | WonderSwan                |
| X360  | Xbox 360                  |
| X1    | Sharp X1                  |
| X68K  | Sharp X68000              |
| XBOX  | Xbox                      |
| ZX    | ZX Spectrum               |
|       |                           |
|       |                           |

| Note despre genul jocului |
| ------------------------- |

| Joc 4X           | 4X (eXpand, eXploit, eXplore, eXterminate) |
| Joc de artilerie | Joc de artilerie                           |
| Card de luptă    | Joc de cărți de colecție                   |

| Strategie mare       | Joc de război de strategie mare |
| Tactică în timp real | Bătălii de tactică în timp real |
| Tactică pe ture      | Bătălii de tactică pe ture      |

| Joc 4X           | 4X (eXpand, eXploit, eXplore, eXterminate) |
| Joc de artilerie | Joc de artilerie                           |
| Card de luptă    | Joc de cărți de colecție                   |

| Strategie mare       | Joc de război de strategie mare |
| Tactică în timp real | Bătălii de tactică în timp real |
| Tactică pe ture      | Bătălii de tactică pe ture      |

## Listă
| An       | Joc                                                                                 | Dezvoltator                                 | Gen                 | Platformă                                                  | Note |
| -------- | ----------------------------------------------------------------------------------- | ------------------------------------------- | ------------------- | ---------------------------------------------------------- | --- |
| 1977     | Empire (a.k.a. Classic Empire)                                                      | Walter Bright                               | Abstract            | BBS, MAIN                                                  | Turn based strategy. Original version. |
| 1982     | Utopia                                                                              | Don Daglow                                  | Modern              | INT                                                        | Timed turns. |
| 1983     | Archon: The Light and the Dark                                                      | Free Fall                                   | Fantasy             | AMI, APPII, ATR, C64, CPC, NES, ZX                         | Fast-action battles. |
| 1983     | Artillery Duel                                                                      | Xonox                                       | Abstract            | ATR26, C64, CLV, VIC20                                     | Artillery game. |
| 1983     | Reach for the Stars                                                                 | SSG                                         | Sci-fi              | AMI, APPII, MAC, C64, DOS                                  | 4X game. |
| 1983     | M.U.L.E.                                                                            | Ozark Softscape                             | Sci-fi              | ATR, APPII, C64, DOS, NES, MSX                             | Resource strategy. |
| 1983     | Nobunaga's Ambition                                                                 | Koei                                        | Historical          | GB, GEN, MSX, NES, SNES                                    | Grand strategy. First title in the series. |
| 1984     | Archon II: Adept                                                                    | Jon Freeman, Paul Reiche III, Anne Westfall | Fantasy             | AMI, APPII, ATR, C64, CPC, NES, ZX                         | Fast-action battles. Sequel to Archon: The Light and the Dark. |
| 1984     | Incunabula                                                                          | Steve Estvanik                              | Historical          | DOS                                                        | 4X game. Based on Avalon Hill's board game, Civilization. |
| 1985     | Archon III: Exciter                                                                 | Archon fans                                 | Fantasy             | C64                                                        | Fast-action battles. Fan-made sequel to Archon II: Adept. |
| 1985     | Romance of the Three Kingdoms                                                       | Koei                                        | Historical          | AMI, DOS, FM7, GB, GBC, MOBI, MSX, NES, PC88, SNES, WS, X1 | Grand strategy. First title in the series. |
| 1985     | Strategic Conquest                                                                  | Peter Merrill, Delta Tao                    | Historical          | APPII, MAC                                                 | 4X game. |
| 1986     | Lords of Conquest                                                                   | Eon                                         | Fantasy             | APPII, ATR, C64, DOS, ST                                   | Based on the board game, Borderlands. |
| 1986     | Tank Wars                                                                           | Cody Snider                                 | Abstract            | APPII, DOS                                                 | Artillery game. |
| 1987     | Anacreon: Reconstruction 4021                                                       | Thinking Machines                           | Sci-fi              | DOS                                                        | 4X game. |
| 1987     | Empire: Wargame of the Century                                                      | Walter Bright, Mark Baldwin                 | Sci-fi              | AMI, DOS, ST, APPII, C64                                   | Turn based strategy. Remake of Empire. |
| 1987     | Genghis Khan                                                                        | Koei                                        | Historical          | AMI, DOS, MSX, NES, PC98, X68K                             | Grand strategy. |
| 1987     | Strategic Conquest II                                                               | Peter Merrill                               | Historical          | APPII, MAC                                                 | 4X game. Sequel to Strategic Conquest. |
| 1987     | Xconq                                                                               | Stan Shebs, others                          | n/a                 | CROSS                                                      | 4X game. Game engine. |
| 1989     | Bandit Kings of Ancient China                                                       | Koei                                        | Historical, Fantasy | AMI, DOS, MAC, MSX, NES                                    | Tactical battles. Several sequels released only in China. |
| 1989     | L'Empereur                                                                          | Koei                                        | Historical          | DOS, MSX, NES                                              | |
| 1989     | Nobunaga's Ambition II                                                              | Koei                                        | Historical          | GBC, NES                                                   | Grand strategy. Sequel to Nobunaga's Ambition. |
| 1989     | Nuclear War                                                                         | New World                                   | Sci-fi              | AMI, DOS                                                   | |
| 1989     | Storm Across Europe                                                                 | SSI                                         | Historical          | AMI, C64, DOS, ST                                          | Grand strategy. |
| 1989     | Warlords                                                                            | Steve Fawkner                               | Fantasy             | AMI, DOS, MAC                                              | 4X game. First title in the series. |
| c. 1990  | VGA Planets                                                                         | Tim Wisseman                                | Sci-fi              | DOS, WIN                                                   | 4X game. |
| 1990     | Centurion: Defender of Rome                                                         | Bits of Magic                               | Historical          | AMI, DOS, GEN                                              | Real-time tactical battles. |
| 1990     | Romance of the Three Kingdoms II                                                    | Koei                                        | Historical          | AMI, DOS, GEN, MOBI, MSX, NES, SNES, WS                    | Grand strategy. Sequel to Romance of the Three Kingdoms. |
| 1990     | Spaceward Ho!                                                                       | Delta Tao                                   | Sci-fi              | AMI, DOS, MAC, WIN3X, WIN9X                                | 4X game. |
| 1990     | Tank Wars                                                                           | Kenneth Morse                               | Abstract            | DOS                                                        | Artillery game. Unrelated to the 1986 game of the same name. |
| 1991     | Armada 2525                                                                         | Interstel                                   | Sci-fi              | DOS                                                        | 4X game. |
| 1991     | Nobunaga no Yabou: Zenkoku Han                                                      | Koei                                        | Historical          | GEN, NES, PS1, PCD, SNES                                   | Grand strategy. |
| 1991     | Scorched Earth                                                                      | Wendell Hicken                              | Abstract            | DOS                                                        | Artillery game. |
| 1991     | Sid Meier's Civilization                                                            | MicroProse                                  | Historical          | AMI, DOS, MAC, SNES, ST, WIN3X                             | 4X game. First title in the series. |
| 1992     | Cyber Empires                                                                       | Silicon Knights                             | Sci-fi              | AMI, DOS, ST                                               | |
| 1992     | History Line: 1914-1918                                                             | Blue Byte Software                          | Historical          | AMI, DOS                                                   | First World War strategy game |
| 1992     | Gemfire                                                                             | Koei                                        | Fantasy             | DOS, GEN, MSX, NES, SNES                                   | Turn-based tactical battles. |
| 1992     | Romance of the Three Kingdoms III: Dragon of Destiny                                | Koei                                        | Historical          | DOS, GEN, PCE, SCD, SNES                                   | Grand strategy. Sequel to Romance of the Three Kingdoms II. |
| 1993     | Battleship                                                                          | Mindscape                                   | Abstract            | GG, NES                                                    | Based on the board game of the same name. |
| 1993     | Starlord                                                                            | Microprose                                  | Sci-fi              | AMI, DOS                                                   | Family domination. |
| 1993     | Empire Deluxe                                                                       | Mark Baldwin, Bob Rakowsky                  | Abstract            | DOS, MAC, WIN                                              | Turn based strategy. Remake of Empire: Wargame of the Century. |
| 1993     | Fantasy Empires                                                                     | Silicon Knights                             | Fantasy             | DOS                                                        | Successor to Cyber Empires. |
| 1993     | Genghis Khan II: Clan of the Gray Wolf                                              | Koei                                        | Historical          | DOS, GEN, PC88, PC98, SNES, X68K                           | Sequel to Genghis Khan. |
| 1993     | Global Domination                                                                   | Impressions                                 | Historical          | AMI, DOS                                                   | Grand strategy. Based on the board game, Risk. |
| 1993     | Liberty or Death                                                                    | Koei                                        | Historical          | DOS, GEN, NES                                              | Turn-based tactical battles. |
| 1993     | Master of Orion                                                                     | Simtex                                      | Sci-fi              | DOS, MAC                                                   | 4X game. First title in the series. |
| 1993     | Nobunaga's Ambition: Lord of Darkness (a.k.a. Nobunaga no Yabou: Bushou Fuuun Roku) | Koei                                        | Historical          | GEN, NES, PS1, PCD, SNES                                   | Grand strategy. |
| 1993     | Operation Europe: Path to Victory (a.k.a. Europa Sensen)                            | Koei                                        | Historical          | DOS, GEN, MSX, NES, SNES                                   | |
| 1993     | Space Empires                                                                       | Malfador                                    | Sci-fi              |                                                            | 4X game. First title in the series. |
| 1993     | Warlords II                                                                         | SSG                                         | Fantasy             | DOS, MAC, MOBI                                             | 4X game. Sequel to Warlords. |
| 1994     | Archon Ultra                                                                        | Toys for Bob                                | Fantasy             | DOS                                                        | Fast-action battles. Remake of Archon: The Light and the Dark. |
| 1994     | Dark Legions                                                                        | Silicon Knights                             | Fantasy             | DOS                                                        | Fast-action battles. Similar gameplay to Archon: The Light and the Dark. |
| 1994     | Hammer of the Gods                                                                  | Holistic                                    | Fantasy             | DOS                                                        | 4X game. Turn-based tactical battles. |
| 1994     | Lords of the Realm                                                                  | Impressions                                 | Fantasy             | AMI, DOS                                                   | Real-time tactical battles. First title in the series. |
| 1994     | Master of Magic                                                                     | Simtex                                      | Fantasy             | DOS                                                        | 4X game. Similar to Master of Orion. |
| 1994     | Nobunaga no Yabou: Haouden                                                          | Koei                                        | Historical          | 3DO, GEN, PS1, SCD, SNES                                   | Grand strategy. |
| 1994     | Panzer General                                                                      | SSI                                         | Historical          | 3DO, DOS, MAC, PS1, WIN                                    | Operational. First title in the series. |
| 1994     | Romance of the Three Kingdoms IV: Wall of Fire                                      | Koei                                        | Historical          | GBA, PCE, PS1, S32X, SNES, Wii, WIN3X, WIN9X               | Grand strategy. Sequel to Romance of the Three Kingdoms III: Dragon of Destiny.                                                                                                   |
| 1994     | Sid Meier's Colonization                                                            | MicroProse                                  | Historical          | AMI, DOS, MAC, WIN                                         | 4X game. |
| c. 1995  | Global Diplomacy 2                                                                  | Email                                       | Historical          | WIN                                                        | Grand-strategy. Play-by-email. Sequel to Global Diplomacy. Based on the board game, Diplomacy.                                                                                    |
| c. 1995  | Global Diplomacy                                                                    | Email                                       | Historical          | WIN                                                        | Grand-strategy. Play-by-email. Based on the board game, Diplomacy. |
| c. 1995  | Age of Discovery                                                                    | Email                                       | Historical          | WIN                                                        | Grand-strategy. Play-by-email. Based on the board game, Diplomacy. |
| c. 1995  | Imperium                                                                            | Email                                       | Sci-fi              | WIN                                                        | 4X game. Play-by-email. |
| 1995     | Allied General                                                                      | SSI                                         | Historical          | MAC, PS1, WIN3X, WIN                                       | Operational. Part of the Five Star General series. |
| 1995     | Ascendancy                                                                          | Logic Factory                               | Sci-fi              | DOS                                                        | 4X game. |
| 1995     | Battleground 2: Gettysburg                                                          | TalonSoft                                   | Historical          | WIN3X, WIN9X                                               | Sequel to Battleground: Ardennes. |
| 1995     | Battleground: Ardennes                                                              | TalonSoft                                   | Historical          | WIN3X, WIN9X                                               | First title in the series. |
| 1995     | Heroes of Might and Magic: A Strategic Quest                                        | New World                                   | Fantasy             | DOS, GBC, MAC, WIN                                         | First title in the series. |
| 1995     | Nobunaga no Yabou: Tenshoki                                                         | Koei                                        | Historical          | PS1, SAT, SNES                                             | Grand strategy. |
| 1995     | Sid Meier's CivNet                                                                  | MicroProse                                  | Historical          | WIN3X, WIN9X                                               | 4X game. Enhanced remake of Sid Meier's Civilization'. |
| 1995     | Space Empires II                                                                    | Malfador                                    | Sci-fi              |                                                            | 4X game. Sequel to Space Empires. |
| 1995     | Stars!                                                                              | Jeff Johnson, Jeff McBride                  | Sci-fi              | WIN                                                        | 4X game. |
| 1995     | Worms                                                                               | Team17                                      | Fantasy             | AMI, AMI32, DOS, GB, GEN, JAG, PS1, SAT, SNES              | Artillery game. First title in the series. |
| 1996     | Battleground 3: Waterloo                                                            | TalonSoft                                   | Historical          | WIN3X, WIN9X                                               | Sequel to Battleground 2: Gettysburg. |
| 1996     | Battleground 4: Shiloh                                                              | TalonSoft                                   | Historical          | WIN3X, WIN9X                                               | Sequel to Battleground 3: Waterloo. |
| 1996     | Battleground 5: Antietam                                                            | TalonSoft                                   | Historical          | WIN3X, WIN9X                                               | Sequel to Battleground 4: Shiloh. |
| 1996     | Birthright: The Gorgon's Alliance                                                   | Synergistic Software                        | fANTASY             | DOS, WIN9X                                                 | |
| 1996     | Chaos Overlords                                                                     | Stick Man                                   | Cyberpunk           | MAC, WIN                                                   | |
| 1996     | Conquest of the New World                                                           | Interplay Entertainment                     | Historical          | PC, WIN9X                                                  | |
| 1996     | Daisenryaku Expert WWII: War in Europe                                              | ASCII                                       | Historical          | SNES                                                       | Strategy? Tactics? |
| 1996     | Deadlock: Planetary Conquest                                                        | Accolade                                    | Sci-fi              | MAC, WIN3X, WIN9X                                          | |
| 1996     | Emperor of the Fading Suns                                                          | Holistic                                    | Sci-fi              | WIN                                                        | 4X game. Based on the RPG Fading Suns. |
| 1996     | Fantasy General                                                                     | SSI                                         | Fantasy             | DOS                                                        | Operational. Part of the Five Star General series. |
| 1996     | FreeCiv                                                                             | FreeCiv team                                | Historical          | CROSS                                                      | 4X game. Civilization clone. |
| 1996     | Heroes of Might and Magic II: The Succession Wars                                   | New World                                   | Fantasy             | DOS, MAC, WIN                                              | Sequel to Heroes of Might and Magic: A Strategic Quest. |
| 1996     | Lords of the Realm II                                                               | Impressions                                 | Fantasy             | DOS, WIN                                                   | Real-time tactical battles. Sequel to Lords of the Realm. |
| 1996     | M.A.X.: Mechanized Assault & Exploration                                            | Interplay                                   | Sci-fi              | DOS, WIN                                                   | |
| 1996     | Master of Orion II: Battle at Antares                                               | Simtex                                      | Sci-fi              | DOS, MAC, WIN                                              | 4X game. Sequel to Master of Orion. |
| 1996     | Nobunaga no Yabou: Returns                                                          | Koei                                        | Historical          | PS1, SAT                                                   | Grand strategy. |
| 1996     | Robert E. Lee: Civil War General                                                    | Impressions                                 | Historical          | WIN3X, WIN9X                                               | |
| 1996     | Sid Meier's Civilization II                                                         | MicroProse                                  | Historical          | PS1, WIN3X, WIN9X                                          | 4X game. Sequel to Sid Meier's Civilization. |
| 1996     | Sid Meier's Civilization II: Conflicts in Civilization                              | MicroProse                                  | Historical          | WIN                                                        | 4X game. Expansion to Sid Meier's Civilization II. |
| 1996     | Star General                                                                        | Catware, SSI                                | Sci-fi              | DOS, WIN                                                   | Based on the The Fleet series of books by David Drake and Bill Fawcett. |
| 1996     | Third Reich PC                                                                      | ???                                         | Historical          | DOS                                                        | Operational? Tactical? An Over the Reich game. |
| 1996     | Worms: Reinforcements                                                               | Team17                                      | Sci-fi              | DOS                                                        | Artillery game. Expansion to Worms. |
| 1996     | Worms: United                                                                       | Team17                                      | Sci-fi              | DOS, WIN                                                   | Artillery game. Compilation of Worms and Worms: Reinforcements. |
| 1997     | Achtung Spitfire!                                                                   | Big Time                                    | Historical          | MAC, WIN9X                                                 | Operational? Tactical? Prequel to Over the Reich. |
| 1997     | Battleground 6: Napoleon in Russia                                                  | TalonSoft                                   | Historical          | WIN3X, WIN9X                                               | Sequel to Battleground 5: Antietam. |
| 1997     | Battleground 7: Bull Run                                                            | TalonSoft                                   | Historical          | WIN3X, WIN9X                                               | Sequel to Battleground 6: Napoleon in Russia. |
| 1997     | Battleground 8: Prelude to Waterloo                                                 | TalonSoft                                   | Historical          | WIN3X, WIN9X                                               | Sequel to Battleground 7: Bull Run. |
| 1997     | Civil War Generals II                                                               | Impressions                                 | Historical          | WIN3X, WIN9X                                               | Sequel to Robert E. Lee: Civil War General. |
| 1997     | Civilization II: Fantastic Worlds                                                   | MicroProse                                  | Fantasy             | WIN3X, WIN9X                                               | 4X game. Expansion to Sid Meier's Civilization II'. |
| 1997     | Conquest of Elysium II                                                              | Illwinter                                   | Fantasy             | LIN, OSX, WIN                                              | CROSS |
| 1997     | Fallen Haven                                                                        | Micomeq                                     | Sci-fi              | WIN                                                        | Turn-based tactical battles. |
| 1997     | Heroes of Might and Magic II: The Price of Loyalty                                  | New World                                   | Fantasy             | WIN                                                        | Expansion to Heroes of Might and Magic II: The Succession Wars. |
| 1997     | Imperialism                                                                         | Frog City                                   | Historical          | MAC, WIN                                                   | 4X game. Grand strategy. |
| 1997     | Lords of Magic                                                                      | Impressions                                 | Fantasy             | WIN                                                        | 4X game. Spin-off of Lords of the Realm. |
| 1997     | Lords of the Realm II: Siege Pack                                                   | Impressions                                 | Fantasy             | DOS, WIN                                                   | Real-time tactical battles. Expansion to Lords of the Realm II. |
| 1997     | Nobunaga no Yabou: Shouseiroku                                                      | Koei                                        | Historical          | DC, PS1, SAT                                               | Grand strategy. |
| 1997     | Pacific General                                                                     | SSI                                         | Historical          | WIN                                                        | Operational. Part of the Five Star General series. |
| 1997     | Panzer General II                                                                   | SSI                                         | Historical          | WIN                                                        | Operational. Sequel to Panzer General. |
| 1997     | Romance of the Three Kingdoms V                                                     | Koei                                        | Historical          | DOS, GEN, PS1, WIN                                         | Grand strategy. Sequel to Romance of the Three Kingdoms IV: Wall of Fire. |
| 1997     | Space Empires III                                                                   | Malfador                                    | Sci-fi              | WIN                                                        | 4X game. Sequel to Space Empires III. |
| 1997     | Warlords III: Reign of Heroes                                                       | SSG                                         | Fantasy             | WIN                                                        | 4X game. Sequel to Warlords II. |
| 1997     | Worms 2                                                                             | Team17                                      | Sci-fi              | WIN                                                        | Artillery game. Sequel to Worms. |
| 1997     | Worms: The Director's Cut                                                           | Team17                                      | Sci-fi              | AMI                                                        | Artillery game. Sequel to Worms. |
| 1998     | Axis & Allies                                                                       | Meyer/Glass                                 | Historical          | WIN                                                        | Grand strategy. |
| 1998     | Deadlock II: Shrine Wars                                                            | Cyberlore                                   | Sci-fi              | WIN                                                        | Sequel to Deadlock: Planetary Conquest. More of a remake than a sequel. |
| 1998     | Full Wormage, The                                                                   | Team17                                      | Sci-fi              | DOS, WIN                                                   | Artillery game. Compilation of Worms, Worms: Reinforcements, Worms 2 and the spin-off Worms Pinball.                                                                              |
| 1998     | Liberation Day                                                                      | Micomeq                                     | Sci-fi              | WIN                                                        | Turn-based tactical battles. Sequel to Fallen Haven. |
| 1998     | Lords of Magic: Legends of Urak                                                     | Impressions                                 | Fantasy             | WIN                                                        | 4X game. Expansion to Lords of Magic. |
| 1998     | M.A.X. 2                                                                            | FlatCat                                     | Sci-fi              | WIN                                                        | Sequel to M.A.X.: Mechanized Assault & Exploration. |
| 1998     | Operational Art of War I: 1939-1955, The                                            | TalonSoft                                   | Historical          | WIN                                                        | Operational. First title in the series. |
| 1998     | People's General                                                                    | SSI                                         | Historical          | WIN                                                        | Operational. Part of the Five Star General series. |
| 1998     | Warlords III: Darklords Rising                                                      | SSG                                         | Fantasy             | WIN                                                        | 4X game. Expansion to Warlords III: Reign of Heroes. |
| 1999     | Warhammer 40,000: Rites of War                                                      | SSI                                         | Sci-Fi              | WIN                                                        | Operational. Part of the Five Star General series. |
| 1999     | Age of Wonders                                                                      | Triumph                                     | Fantasy             | WIN                                                        | 4X game. |
| 1999     | Arcomage                                                                            | New World                                   | Fantasy             | WIN                                                        | Card battle. Mini-game in the Might and Magic series. |
| 1999     | Axis & Allies: Iron Blitz                                                           | ATARI                                       | Historical          | WIN                                                        | Grand strategy. Remake of Axis & Allies. |
| 1999     | Battleground 9: Chickamauga                                                         | TalonSoft                                   | Historical          | WIN                                                        | Sequel to Battleground 8: Prelude to Waterloo. |
| 1999     | Civilization II: Test of Time                                                       | MicroProse                                  | Historical          | WIN                                                        | 4X game. Expansion to Sid Meier's Civilization II. |
| 1999     | Civilization: Call to Power                                                         | Activision                                  | Historical          | LIN, MAC, WIN                                              | 4X game. Spin-off of Sid Meier's Civilization. |
| 1999     | Disciples: Sacred Lands                                                             | Strategy First                              | Fantasy             | WIN                                                        | 4X game. First title in the series. |
| 1999     | Heroes of Might and Magic III: Armageddon's Blade                                   | New World                                   | Fantasy             | WIN                                                        | Expansion to Heroes of Might and Magic III: The Restoration of Erathia. |
| 1999     | Heroes of Might and Magic III: The Restoration of Erathia                           | New World                                   | Fantasy             | LIN, MAC, WIN                                              | Sequel to Heroes of Might and Magic II: The Succession Wars. |
| 1999     | Imperialism II: Age of Exploration                                                  | Frog City                                   | Historical          | MAC, WIN                                                   | 4X game. Sequel to Imperialism. |
| 1999     | King of Dragon Pass                                                                 | A Sharp                                     | Fantasy             | MAC, WIN                                                   | In many ways like an interactive novel. |
| 1999     | Nobunaga no Yabou: Reppuuden                                                        | Koei                                        | Historical          | DC, PS1                                                    | Grand strategy. |
| 1999     | Operational Art of War II: Flashpoint Kosovo, The                                   | TalonSoft                                   | Historical          | WIN                                                        | Operational. Expansion to The Operational Art of War II: Modern Battles 1956-2000.                                                                                                |
| 1999     | Operational Art of War II: Modern Battles 1956-2000, The                            | TalonSoft                                   | Historical          | WIN                                                        | Operational. Sequel to The Operational Art of War I: 1939-1955. |
| 1999     | Panzer General 3D Assault                                                           | SSI                                         | Historical          | WIN                                                        | Operational. Sequel to Panzer General II. |
| 1999     | Sid Meier's Alien Crossfire                                                         | Firaxis                                     | Sci-fi              | MAC, WIN                                                   | 4X game. Expansion to Sid Meier's Alpha Centauri. |
| 1999     | Sid Meier's Alpha Centauri                                                          | Firaxis                                     | Sci-fi              | MAC, WIN                                                   | 4X game. |
| 1999     | Star Trek: The Next Generation - Birth of the Federation                            | MicroProse                                  | Sci-fi              | WIN                                                        | 4X game |
| 1999     | Worms: Armageddon                                                                   | Team17                                      | Sci-fi              | DC, GBC, N64, PS1, WIN                                     | Artillery game. |
| 2000     | Call to Power II                                                                    | Activision                                  | Historical          | WIN                                                        | 4X game. Sequel to Civilization: Call to Power. |
| 2000     | Heroes of Might and Magic III: The Shadow of Death                                  | New World                                   | Fantasy             | WIN                                                        | Expansion to Heroes of Might and Magic III: The Restoration of Erathia. |
| 2000     | Operational Art of War II: Elite Edition, The                                       | TalonSoft                                   | Historical          | WIN                                                        | Operational. Re-release of The Operational Art of War II: Modern Battles 1956-2000 and The Operational Art of War II: Flashpoint Kosovo.                                          |
| 2000     | Operational Art of War: Century of Warfare, The                                     | TalonSoft                                   | Historical          | WIN                                                        | Operational. Re-release of The Operational Art of War I: 1939-1955, The Operational Art of War II: Modern Battles 1956-2000 and The Operational Art of War II: Flashpoint Kosovo. |
| 2000     | Panzer General III: Scorched Earth                                                  | Mattel                                      | Historical          | WIN                                                        | Operational. Sequel to Panzer General 3D Assault. |
| 2000     | Reach for the Stars                                                                 | SSG                                         | Sci-fi              | WIN                                                        | 4X game. Remake of Reach for the Stars for DOS. |
| 2000     | Romance of the Three Kingdoms VI: Awakening of the Dragon                           | Koei                                        | Historical          | PS1, PSP, WIN                                              | Grand strategy. Sequel to Romance of the Three Kingdoms VI: Awakening of the Dragon.                                                                                              |
| 2000     | Romance of the Three Kingdoms VII                                                   | Koei                                        | Historical          | PS2, PSP, WIN                                              | Grand strategy. Sequel to Romance of the Three Kingdoms VII. |
| 2000     | Shogun: Total War                                                                   | Creative Assembly                           | Historical          | WIN                                                        | 4X game. Real-time tactical battles. |
| 2000     | Space Empires IV                                                                    | Malfador                                    | Sci-fi              | WIN                                                        | 4X game. Sequel to Space Empires IV. |
| 2001     | Heroes of Might and Magic 3½: In the Wake of Gods                                   | HoMM fans                                   | Fantasy             | WIN                                                        | Fanmade expansion to Heroes of Might and Magic III: The Restoration of Erathia.                                                                                                   |
| 2001     | Heroes of Might and Magic: Quest for the Dragon Bone Staff                          | New World                                   | Fantasy             | PS2                                                        | Spin-off of Heroes of Might and Magic: A Strategic Quest. |
| 2001     | Pocket Tanks                                                                        | Blitwise                                    | Sci-fi              | WIN                                                        | Artillery game. |
| 2001     | Scorched 3D                                                                         | Gavin Camp                                  | Abstract            | LIN, MAC, WIN                                              | Artillery game. |
| 2001     | Shogun: Total War - The Mongol invasion                                             | Creative Assembly                           | Historical          | WIN                                                        | 4X game. Real-time tactical battles. Expansion to Shogun: Total War. |
| 2001     | Sid Meier's Civilization III                                                        | Firaxis                                     | Historical          | MAC, WIN                                                   | 4X game. Sequel to Sid Meier's Civilization II. |
| 2001     | Worms: World Party                                                                  | Team17                                      | Sci-fi              | DC, GBA, NGE, PS1, WIN, MOBI                               | Artillery game. |
| 2002     | Age of Wonders 2: The Wizard's Throne                                               | Triumph                                     | Fantasy             | WIN                                                        | 4X game. Sequel to Age of Wonders |
| 2002     | Disciples II: Dark Prophecy                                                         | Strategy First                              | Fantasy             | WIN                                                        | 4X game. Sequel to Disciples: Sacred Lands. |
| 2002     | Dominions: Priests, Prophets and Pretenders                                         | Illwinter                                   | Fantasy             | LIN, MAC, WIN                                              | First title in the series. |
| 2002     | Empire Deluxe Internet Edition                                                      | Killer Bee Software                         | Abstract            | WIN                                                        | Turn based strategy. Remake of Empire Deluxe. |
| 2002     | Heroes of Might and Magic IV: The Gathering Storm                                   | New World                                   | Fantasy             | WIN                                                        | Expansion to Heroes of Might and Magic IV. |
| 2002     | Heroes of Might and Magic IV                                                        | New World                                   | Fantasy             | MAC, WIN                                                   | Sequel to Heroes of Might and Magic III: The Restoration of Erathia. |
| 2002     | Medieval: Total War                                                                 | Creative Assembly                           | Historical          | WIN                                                        | 4X game. Real-time tactical battles. |
| 2002     | Moonbase Commander                                                                  | Humongous                                   | Sci-fi              | WIN                                                        | |
| 2002     | Nobunaga no Yabou: Ranseiki                                                         | Koei                                        | Historical          | Xbox                                                       | Grand strategy. |
| 2002     | Nobunaga no Yabou: Soutensoku                                                       | Koei                                        | Historical          | WIN                                                        | Grand strategy. |
| 2002     | Romance of the Three Kingdoms VIII                                                  | Koei                                        | Historical          | PS2, PSP, WIN                                              | Grand strategy. Sequel to Romance of the Three Kingdoms VIII. |
| 2002     | Sid Meier's Civilization III: Play the World                                        | Firaxis                                     | Historical          | WIN                                                        | 4X game. Expansion to Sid Meier's Civilization III. |
| 2002     | Strange Adventures in Infinite Space                                                | Digital Eel                                 | Sci-fi              | PALM, WIN, MOBI                                            | 4X game. Very short games of 20 mins or less. |
| 2002     | Strategic Command: European Theater                                                 | Fury                                        | Historical          | WIN                                                        | |
| 2002     | Soldiers of Empires                                                                 | IgorLab Software                            | Historical          | WIN                                                        | Turn-based strategy. |
| 2003     | Age of Wonders: Shadow Magic                                                        | Triumph                                     | Fantasy             | WIN                                                        | 4X game. Sequel to Age of Wonders 2: The Wizard's Throne |
| 2003     | Disciples II: Guardians of the Light                                                | Strategy First                              | Fantasy             | WIN                                                        | 4X game. Expansion to Disciples II: Dark Prophecy. |
| 2003     | Disciples II: Rise of the Elves                                                     | Strategy First                              | Fantasy             | WIN                                                        | 4X game. Expansion to Disciples II: Dark Prophecy. |
| 2003     | Disciples II: Servants of the Dark                                                  | Strategy First                              | Fantasy             | WIN                                                        | 4X game. Expansion to Disciples II: Dark Prophecy. |
| 2003     | Dominions II: The Ascension Wars                                                    | Illwinter                                   | Fantasy             | LIN, MAC, WIN                                              | Sequel to Dominions: Priests, Prophets and Pretenders. |
| 2003     | Etherlords II                                                                       | Nival Interactive                           | Fantasy             | WIN                                                        | Sequel to Etherlords. |
| 2003     | Battle for Wesnoth                                                                  | David White                                 | Fantasy             | LIN, MAC, WIN                                              | Open-source project. |
| 2003     | Galactic Civilizations                                                              | Stardock                                    | Sci-fi              | WIN                                                        | 4X game. First title in the series. |
| 2003     | Heroes of Might and Magic IV: Winds of War                                          | New World                                   | Fantasy             | WIN                                                        | Expansion to Heroes of Might and Magic IV. |
| 2003     | Master of Orion III                                                                 | Quicksilver                                 | Sci-fi              | MAC, WIN                                                   | 4X game. Sequel to Master of Orion II: Battle at Antares. |
| 2003     | Medieval: Total War - Viking Invasion                                               | Creative Assembly                           | Historical          | WIN                                                        | 4X game. Real-time tactical battles. Expansion to Medieval: Total War. |
| 2003     | Romance of the Three Kingdoms IX                                                    | Koei                                        | Historical          | PS2, WIN                                                   | Grand strategy. Sequel to Romance of the Three Kingdoms IX. |
| 2003     | Sid Meier's Civilization III: Conquests                                             | BreakAway, Firaxis                          | Historical          | WIN                                                        | 4X game. Expansion to Sid Meier's Civilization III. |
| 2003     | Star Chamber: The Harbinger Saga                                                    | Worlds Apart                                | Sci-fi              | WIN                                                        | Card battle. |
| 2003     | Warlords IV: Heroes of Etheria                                                      | Infinite                                    | Fantasy             | WIN                                                        | 4X game. Sequel to Warlords III: Reign of Heroes. |
| 2003     | Worms 3D                                                                            | Team17                                      | Sci-fi              | GCN, MAC, PS2, WIN, Xbox                                   | Artillery game. Sequel to Worms 2. |
| 2004     | Anacreon: Imperial Conquest in the Far Future                                       | George Moromisato                           | Sci-fi              | WIN                                                        | 4X game. Remake of Anacreon: Reconstruction 4021. |
| 2004     | Empire Deluxe Enhanced Edition                                                      | Killer Bee Software                         | Abstract            | WIN                                                        | Turn based strategy. Expansion of Empire Deluxe. |
| 2004     | Galactic Civilizations: Altarian Prophecy                                           | Stardock                                    | Sci-fi              | WIN                                                        | 4X game. Expansion to Galactic Civilizations. |
| 2004     | Rome: Total War                                                                     | Creative Assembly                           | Historical          | WIN                                                        | 4X game. Real-time tactical battles. |
| 2004     | Spartan                                                                             | Slitherine                                  | Historical          | WIN                                                        | Real-time tactical battles. |
| 2004     | Strength & Honour                                                                   | Magitech                                    | Historical          | WIN                                                        | 4X game. Real-time tactical battles. |
| 2004     | Worms: Forts - Under Siege                                                          | Team17                                      | Sci-fi              | PS2, WIN, Xbox                                             | Artillery game. |
| 2005     | Daisenryaku Portable                                                                | Genki                                       | Historical          | PSP                                                        | Strategy? Tactics? |
| 2005     | Dominions 3: The Awakening                                                          | Illwinter                                   | Fantasy             | LIN, MAC, WIN                                              | Sequel to Dominions II: The Ascension Wars. |
| 2005     | Romance of the Three Kingdoms X                                                     | Koei                                        | Historical          | PS2, WIN                                                   | Grand strategy. Sequel to Romance of the Three Kingdoms X. |
| 2005     | Rome: Total War - Barbarian Invasion                                                | Creative Assembly                           | Historical          | WIN                                                        | 4X game. Real-time tactical battles. Expansion to Rome: Total War. |
| 2005     | Sid Meier's Civilization IV                                                         | Firaxis                                     | Historical          | MAC, WIN                                                   | 4X game. Sequel to Sid Meier's Civilization III. |
| 2005     | Weird Worlds: Return to Infinite Space                                              | Digital Eel                                 | Sci-fi              | MAC, WIN                                                   | 4X game. Very short games of 20 mins or less. Sequel to Strange Adventures in Infinite Space.                                                                                     |
| 2005     | Worms 4: Mayhem                                                                     | Team17                                      | Sci-fi              | PS2, WIN, Xbox                                             | Artillery game. Sequel to Worms 3D. |
| 2006     | C-evo                                                                               | Steffen Gerlach                             | Historical          | WIN                                                        | 4X game. Civilization clone. |
| 2006     | Galactic Civilizations II: Dread Lords                                              | Stardock                                    | Sci-fi              | WIN                                                        | 4X game. Sequel to Galactic Civilizations. |
| 2006     | Generation of Chaos                                                                 | Idea Factory                                | Fantasy             | PSP                                                        | Real-time tactical battles. Fourth title in the series. |
| 2006     | Heroes of Might and Magic V: Hammers of Fate                                        | Nival                                       | Fantasy             | WIN                                                        | Expansion to Heroes of Might and Magic V. |
| 2006     | Heroes of Might and Magic V                                                         | Nival                                       | Fantasy             | WIN                                                        | Sequel to Heroes of Might and Magic IV. |
| 2006     | Operational Art of War III, The                                                     | Matrix                                      | Historical          | WIN                                                        | Operational. Sequel to The Operational Art of War II: Modern Battles 1956-2000.                                                                                                   |
| 2006     | Romance of the Three Kingdoms XI                                                    | Koei                                        | Historical          | PS2, WIN                                                   | Grand strategy. Sequel to Romance of the Three Kingdoms XI. |
| 2006     | Rome: Total War - Alexander                                                         | Creative Assembly                           | Historical          | WIN                                                        | 4X game. Real-time tactical battles. Expansion to Rome: Total War. |
| 2006     | Sid Meier's Civilization Chronicles                                                 | Firaxis                                     | Historical          | WIN                                                        | 4X game. Compilation of all Sid Meier's Civilization games and expansions. |
| 2006     | Sid Meier's Civilization IV: Warlords                                               | Firaxis                                     | Historical          | MAC, WIN                                                   | 4X game. Expansion to Sid Meier's Civilization IV. |
| 2006     | Space Empires V                                                                     | Malfador                                    | Sci-fi              | WIN                                                        | 4X game. Sequel to Space Empires IV. |
| 2006     | Sword of the Stars                                                                  | Kerberos                                    | Sci-fi              | WIN                                                        | 4X game. Real-time tactical battles. |
| 2006     | Worms: Open Warfare                                                                 | Team17                                      | Sci-fi              | DS, PSP                                                    | Artillery game. |
| 2007     | Aedis Complex: Generation of Chaos                                                  | Idea Factory                                | Fantasy             | PSP                                                        | Real-time tactical battles. Fifth title in the series. Sequel to Generation of Chaos'.                                                                                            |
| 2007     | Galactic Civilizations II: Dark Avatar                                              | Stardock                                    | Sci-fi              | WIN                                                        | 4X game. Expansion to Galactic Civilizations II: Dread Lords. |
| 2007     | Heroes of Might and Magic V: Tribes of the East                                     | Nival                                       | Fantasy             | WIN                                                        | Expansion to Heroes of Might and Magic V. |
| 2007     | Making History: The Calm & The Storm                                                | Muzzy Lane                                  | Historical          | WIN                                                        | Grand strategy. |
| 2007     | Medieval II: Total War: Kingdoms                                                    | Creative Assembly                           | Historical          | WIN                                                        | 4X game. Real-time tactical battles. Expansion to Medieval II: Total War. |
| 2007     | Medieval II: Total War                                                              | Creative Assembly                           | Historical          | WIN                                                        | 4X game. Real-time tactical battles. Sequel to Medieval: Total War. |
| 2007     | Sid Meier's Civilization IV: Beyond the Sword                                       | Firaxis                                     | Historical          | WIN                                                        | 4X game. Expansion to Sid Meier's Civilization IV. |
| 2007     | Sid Meier's Civilization IV: Complete                                               | Firaxis                                     | Historical          | WIN                                                        | 4X game. Compilation of Sid Meier's Civilization IV and its expansions. |
| 2007     | Sword of the Stars: Born in Blood                                                   | Kerberos                                    | Sci-fi              | WIN                                                        | 4X game. Real-time tactical battles. Expansion to Sword of the Stars. |
| 2007     | Worms (a.k.a. Worms HD)                                                             | Team17                                      | Sci-fi              | X360, PS3                                                  | Artillery game. |
| 2007     | Worms: Open Warfare 2                                                               | Team17                                      | Sci-fi              | DS, PSP                                                    | Artillery game. Sequel to Worms: Open Warfare. |
| 2007     | Darkwind: War on Wheels                                                             | Psychic Software                            | Sci-fi              | WIN, MAC                                                   | Post-apocalyptic car combat. |
| 2008     | Galactic Civilizations II: Twilight of the Arnor                                    | Stardock                                    | Sci-fi              | WIN                                                        | 4X game. Expansion to Galactic Civilizations II: Dread Lords. |
| 2008     | Nobunaga's Ambition: Rise to Power (a.k.a. Nobunaga no Yabou: Tenka Souhei)         | Koei                                        | Historical          | PS2                                                        | Grand strategy. |
| 2008     | Sid Meier's Civilization IV: Colonization                                           | Firaxis                                     | Historical          | WIN                                                        | 4X game. Remake of Sid Meier's Colonization. |
| 2008     | Sword of the Stars: A Murder of Crows                                               | Kerberos                                    | Sci-fi              | WIN                                                        | 4X game. Real-time tactical battles. Expansion to Sword of the Stars. |
| 2008     | TripleA                                                                             | TripleA team                                | Historical          | CROSS                                                      | Grand strategy. Clone of the board game, Axis and Allies. |
| 2008     | Worms: A Space Oddity                                                               | Team17                                      | Sci-fi              | Wii                                                        | Artillery game. |
| 2009     | Empire: Total War                                                                   | Creative Assembly                           | Historical          | WIN                                                        | 4X game. Real-time tactical battles. |
| 2009     | Panzer General: Allied Assault                                                      | Petroglyph Games                            | Historical          | X360                                                       | Clone of the board game. |
| 2009     | Nobunaga's Ambition: Iron Triangle (a.k.a. Nobunaga no Yabou: Kakushin)             | Koei                                        | Historical          | PS2, Wii                                                   | Grand strategy. |
| 2009     | World War 2: Time of Wrath                                                          | Wastelands Interactive                      | Historical          | WIN, OSX                                                   | Grand strategy. |
| 2009     | Operation Barbarossa - The Struggle for Russia                                      | Binary Evolution Studios                    | Historical          | WIN                                                        | Operational. |
| 2010     | Napoleon: Total War                                                                 | Creative Assembly                           | Historical          | WIN                                                        | 4X game. Real-time tactical battles. |
| 2010     | Sid Meier's Civilization V                                                          | Firaxis Games                               | Historical          | WIN, OSX                                                   | 4X game. Sequel to Civilization IV. |
| 2010     | Disciples III: Renaissance                                                          | Akella                                      | Fantasy             | WIN                                                        | 4X game. Sequel to Disciples II: Dark Prophecy. |
| 2010     | Elemental: War of Magic                                                             | Stardock                                    | Fantasy             | WIN                                                        | 4X game with a fantasy theme, combining role-playing elements. |
| 2010     | Greed Corp                                                                          | W!Games                                     | Sci-fi              | PS3, WIN, X360                                             | |
| TBA      | FreeCol                                                                             | FreeCol team                                | Historical          | CROSS                                                      | 4X game. Colonization clone. A playable development version can be downloaded. |
| TBA      | FreeOrion                                                                           | FreeOrion team                              | Sci-fi              | CROSS                                                      | 4X game. A playable development version can be downloaded. |
| TBA      | Pocket Humanity                                                                     | Pocket Humanity team                        | Historical          | PPC                                                        | Clone of Sid Meier's Civilization. A playable development version can be downloaded.                                                                                              |
| TBA      | Thousand Parsec                                                                     | Tim Ansell, Lee Begg                        | Sci-fi              | CROSS                                                      | 4X game. Game engine. A playable development version can be downloaded. |
| 2011     | Might & Magic: Heroes VI                                                            | Black Hole Entertainment                    | Fantasy             | WIN                                                        | 4X game. |
| 2012/TBA | X-COM: Enemy Unknown                                                                | Firaxis Games                               | Sci-Fi              | WIN                                                        | 4X game. |
| 2011     | Shogun 2: Total War                                                                 | Creative Assembly                           | Historical          | WIN                                                        | 4X game. |
| ???      | GNUlactic Konquest                                                                  | Russ Steffen                                | Sci-fi              | LIN                                                        | 4X game. |
| 2012     | Warbarons                                                                           | Orange Triumph                              | Fantasy             | WEB                                                        | 4X game. |